# Michael Adams
Michael Adams (* 17. listopadu 1971) je britský šachový velmistr. Jeho nejlepší umístění v světovém žebříčku bylo číslo 4. Tohoto umístění dosáhl několikrát od října 2000 do října 2002. Jeho FIDE ELO z října 2015 je 2742, čímž se stává nejlepším britským hráčem a 17. nejlepším hráčem světa. V roce 2004 se probojoval do finále mistrovství světa, ale tam ho porazil Rustam Kasimdžanov.